# Charles Tatham
Charles Tatham (New York, 3 settembre 1854 – New York, 24 settembre 1939) è stato uno schermidore statunitense.
Prese parte alle Olimpiadi di St. Louis del 1904 all'età di 51 anni, conquistando la medaglia d'argento nella spada individuale, sconfitto dal campione cubano Ramón Fonst, e nel fioretto a squadre. Giunse al terzo posto nella gara di fioretto individuale. 
Nel database del Comitato Olimpico Internazionale le due medaglie individuali di Tatham sono assegnate a Cuba, mentre l'argento nel fioretto a squadre è attribuito agli Stati Uniti. Secondo quanto riportato nello Spalding's Official Athletic Almanac for 1905 Olympic Games Number, la competizione a squadre fu vinta dalla squadra cubana che sconfisse una selezione internazionale composta da Tatham, Arthur Fox e Charles Fitzhugh Townsend.
Vinse anche il titolo nazionale di spada nel 1901, 1902 e 1903, del fioretto nel 1901.

## Palmarès
- Giochi olimpici: 3 medaglie
  - 2 argenti (spada individuale e fioretto a squadre 1904)
  - 1 bronzo (fioretto individuale 1904)